# Megachile disjunctiformis
 (novembre 2021).
Espèce
Synonymes
- Lithurgus disjunctiformis Cockerell, 1911[1]

Megachile disjunctiformis est une espèce d'abeilles de la famille des Megachilidae. Décrite par Theodore Dru Alison Cockerell en 1911, cette espèce est originaire d'Asie centrale, dont la Chine, la Corée, le Japon et Taïwan. 

## Caractère invasif de l'espèce
L'espèce est aussi présente en Europe (en Italie notamment) et est considérée comme une espèce invasive. Elle a été introduite accidentellement, probablement par l'importation de produits en bois et d'autres matériaux de nidification potentiels. En tant qu'invasive, elle a un impact négatif sur des espèces pollinisatrices locales, notamment les abeilles solitaires Xylocopa spp., Lithurgus spp., Osmia spp., Megachile lagopoda et certaines Anthidium spp. Ses effets négatifs sur les abeilles locales viennent entre autres d'une compétition pour les sites de nidification et les ressources alimentaires florales, la co-invasion avec des pathogènes et parasites touchant les abeilles locales, de la pollution génétique, des dégâts sur les constructions des abeilles locales.

Megachile disjunctiformis (Hong-Kong).
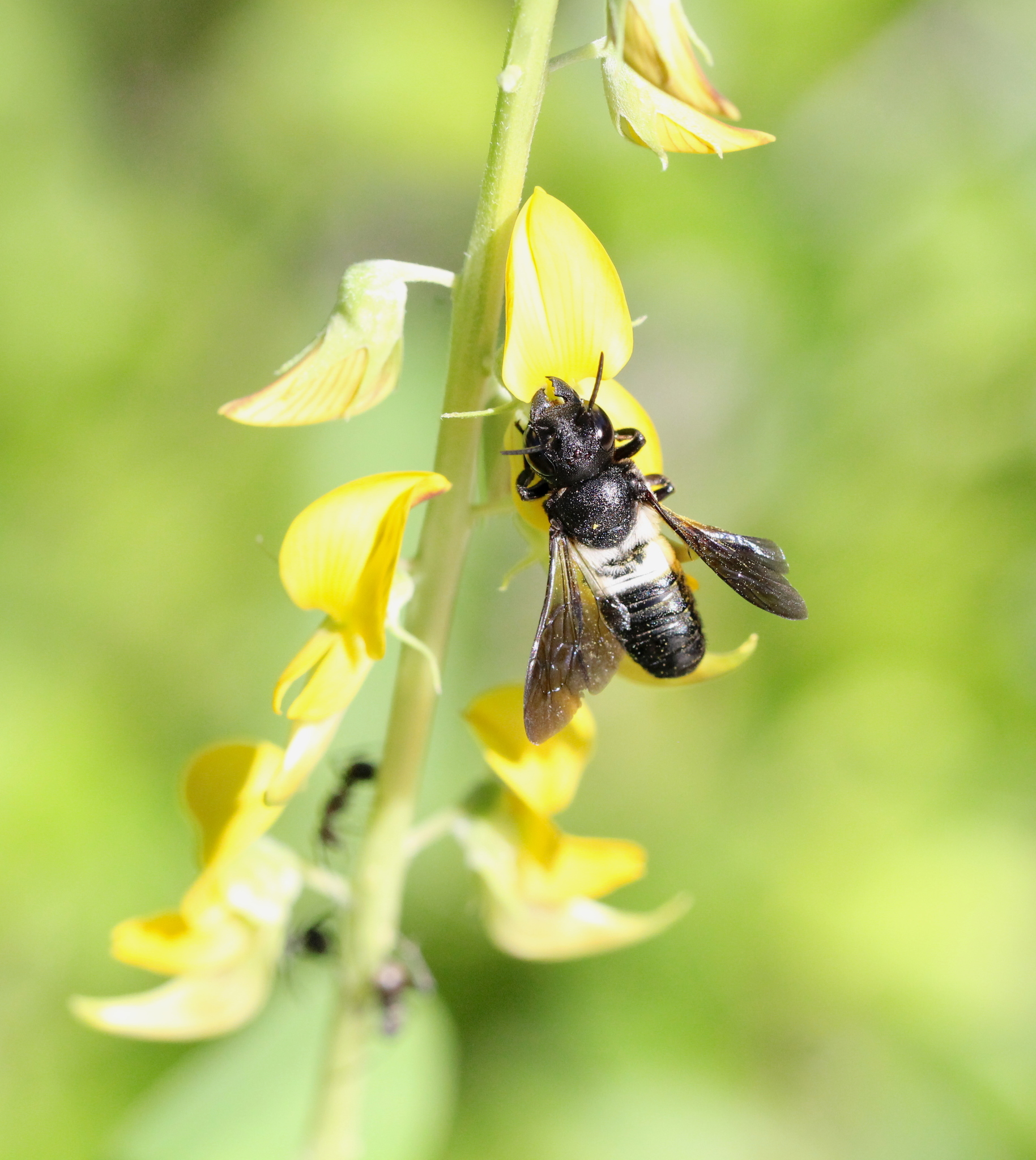
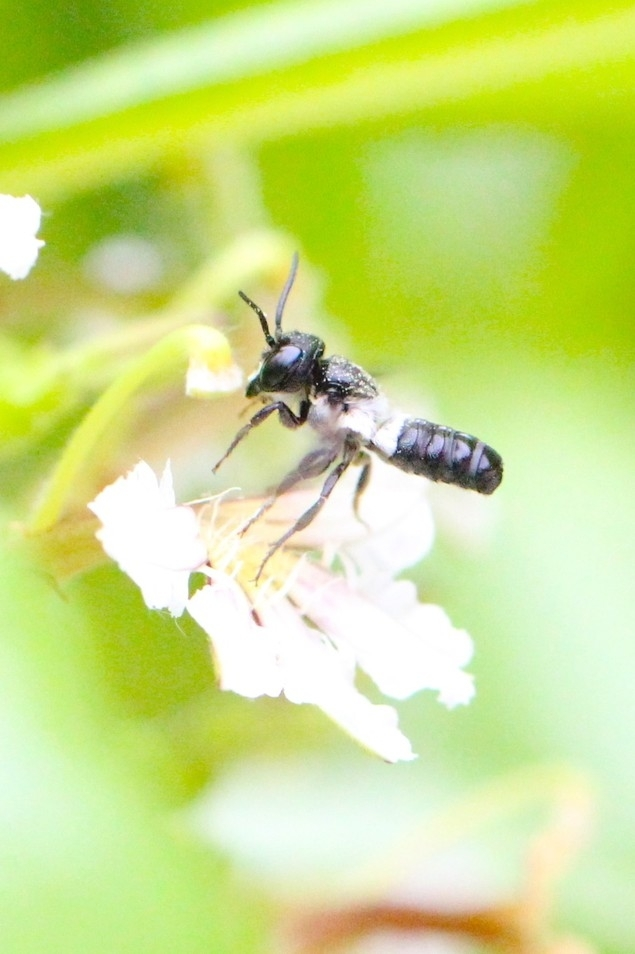
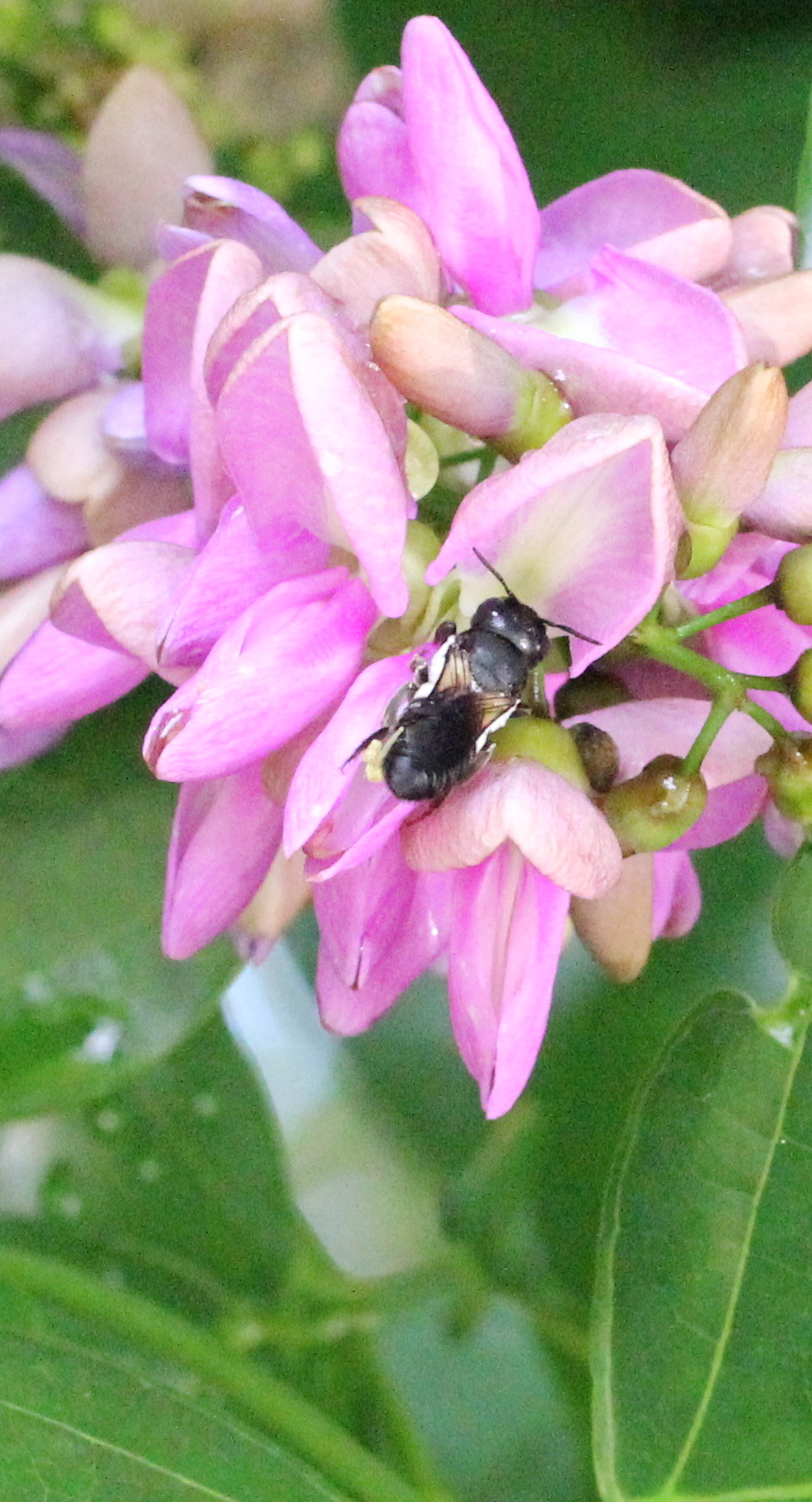